# Oksana Omelianchik
Oksana Omelianchik, née le 2 janvier 1970 à Oulan-Oude (RSFS de Russie), est une gymnaste artistique soviétique. 

## Palmarès

### Championnats du monde
- Montréal 1985
  -  médaille d'or au concours général individuel
  -  médaille d'or au concours par équipes
  -  médaille d'or au sol

- Rotterdam 1987
  -  médaille d'argent au concours par équipes

### Championnats d'Europe
- Helsinki 1985
  -  médaille d'or à la poutre
  -  médaille d'argent au sol
  -  médaille de bronze au concours général individuel
  -  médaille de bronze aux barres asymétriques